# Chasmodia wiengreeni
Chasmodia wiengreeni är en skalbaggsart som beskrevs av Ohaus 1905. Chasmodia wiengreeni ingår i släktet Chasmodia och familjen Rutelidae. Inga underarter finns listade i Catalogue of Life.